# Werner Nickel (Fußballspieler)
Werner Nickel (* 11. August 1951 in Bremen) ist ein deutscher Fußballspieler und -trainer.

## Karriere
Werner Nickel begann mit dem Fußballspielen in der Jugend des SV Werder Bremen, wo er den Sprung in die Amateurmannschaft des Vereins schaffte und danach zum VfB Oldenburg wechselte. Bereits ein Jahr später wechselte der Mittelfeldspieler zum FC St. Pauli, der in der zweitklassigen Regionalliga spielte. Dort erreichte er in beiden Spielzeiten die Aufstiegsrunde – 1972/73 als Meister und 1973/74 als Vizemeister –, jedoch gelang es Nickel nicht, sich mit seinem Verein für die Bundesliga zu qualifizieren. Mit Einführung der 2. Bundesliga wechselte der gebürtige Bremer zum 1. FSV Mainz 05; mit dem SV Waldhof Mannheim und den Stuttgarter Kickers folgten weitere Stationen in der zweithöchsten Spielklasse. Nach seiner Zweitligazeit bei den Kickers und fast 100 Einsätzen für den Stuttgarter Traditionsverein, spielte Nickel im Amateurbereich anschließend für den VfL Herrenberg und den VfR Murrhardt. Danach war Nickel als Spielertrainer beim SSV Reutlingen 05 und ein Jahr später beim SSV Ulm 1846 tätig. Mit diesem gelang ihm der Aufstieg in die 2. Bundesliga und so kam Nickel am Ende seiner Spielerkarriere zu weiteren 50 Spielen in dieser Spielklasse. 
Später trainierte Werner Nickel noch den Freiburger FC, Viktoria Aschaffenburg, den VfL Kirchheim/Teck sowie den SV Stuttgart-Rot.